# Зындрам-Косцялковская, Вильгельмина
Вильгельми‌на Зы‌ндрам-Косцялко‌вская, также ошибочно Зындрам-Костелковская (пол. Wilhelmina Zyndram-Kościałkowska; 1844, Гродно, Литовское генерал-губернаторство — 28 апреля 1926, Гродно, Польша) — польская писательница, переводчица, журналистка, эссеистка и просветительница.

## Биография
Родилась в 1844 году в Гродно в шляхетской семье Бенедикта Зындрама-Косцялковского (1807—1851). Её отец будучи студентом Виленского университета, был приговорен к ссылке и вернулся в Вильну только в 1841 году, когда ему было 34 года. После женитьбы на Эмилии Чеховской переехал в Гродно. Некоторое время они жили в соседнем Друскининкае, Где и прошло детство Вильгемины.
После окончания пансионата для девушек шляхетского происхождения в Вильне она вернулась в родной Гродно. Часто выезжала в Варшаву и за границу, подолгу жила в Италии, путешествовала по Европе, знала европейские языки.
Дебютировала в литературе с рассказом Złota hrabinka (с пол. — «Золотая графиня») в соавторстве с Элизой Ожешковой, которая поощряла её продолжать заниматься творчеством и служила для неё литературным примером. Однако в более поздние годы между ними возник конфликт по поводу включения «Золотой графини» в собрание сочинений Ожешковой.
Помимо Элизы Ожешковой она также дружила с Леопольдом Мейе и вела переписку со многими представителями польской интеллигенции своего времени. Среди них были Мария Конопницкая, Пётр Хмеловский, Александр Свентоховский, Самуэль Дикштейн, Александр Краусгар, Генрих Добжицкий, Соломон Левенталь и Ян Карлович.
Помимо коротких рассказов, она писала эссе, представляющие профили английских, американских, итальянских и испанских писателей. Она также переводила иностранную литературу с английского, французского, итальянского и чешского на польский, в том числе перевела роман Чарльза Диккенса «Дэвид Копперфильд» и «Тяжёлые времена», рассказы американского писателя Брета Гарта, повести Редьярда Киплинга, литературные опыты английского писателя Джозефа Конрада, роман писательницы Грации Деледда «После развода», «Торжество смерти» Габриеле Д’Аннунцио и других авторов.
Элиза Ожешко посвятила ей роман Pannie Wilhelminie Kościałkowskiéj (с пол. — «Мисс Вильгельмина Косцялковская»).
Умерла 28 апреля 1926 года в Гродно, Белостокское воеводство. Похоронена на Старом католическом фарном кладбище в Гродно.

## Творчество

### Собственные произведения
- Złota hrabinka. Opowiadanie lekarza // «Ateneum». — 1877. — T. 3. przedruk «Kurier Lwowski» 1888 nr 97-125,
- Władysław Syrokomla. Studium literackie, Wilno 1881.
- W półcieniu. Opowiadania i obrazki, Warszawa 1885,
- Bajki archaiczne i nowele, Lwów 1906.
- Szkice literackie, t. 1-2. Warszawa 1907—1908.

### Переводы
- Bret Harte: Nowele, Warszawa 1885.
- Pierre Loti: Rybak islandzki, powieść, Warszawa 1887, wyd. nast. Warszawa 1888.
- Karol Dickens: David Copperfield, powieść, Warszawa 1888;, Warszawa 1889, wyd. nast. (poprawione przez Grzegorza Sinko) pt. Dzieje, przygody, doświadczenia i zapiski Dawida Copperfielda, t. 1-2., Warszawa 1954, wyd. nast. m.in. wyd. szóste, Warszawa 1987.
- Rudyard Kipling: Nowele, Petersburg 1892.
- Harte-Bret: Nowele — Peter Schroeder — Za śnieżnym okopem — Milioner, Lwów 1898.
- Karol Dickens: Ciężkie czasy, powieść, Lwów 1899.
- Gabriele D’Annunzio: Ogień, cz. 1-2, Warszawa 1901.
- P. Loti: Nowele i szkice, Lwów 1901.
- Harte-Bret: Ostatnie nowele, Warszawa 1903.
- Grazia Deledda: Po rozwodzie, powieść, cz. 1-2, Warszawa 1904.
- P. Loti: Wrażenia z dalekiego Wschodu, Warszawa 1904.
- Grazia Deledda: Popiół, powieść, Warszawa 1906.
- M. R. Monlaur: Po dziewiątej godzinie, Warszawa 1908.
- Grazia Deledda: Sprawiedliwość, Warszawa 1909.
- S. Farina: Syn mój, Warszawa 1912.
- Joseph Conrad: Banita, powieść, Lwów 1919.